# 七寶老街

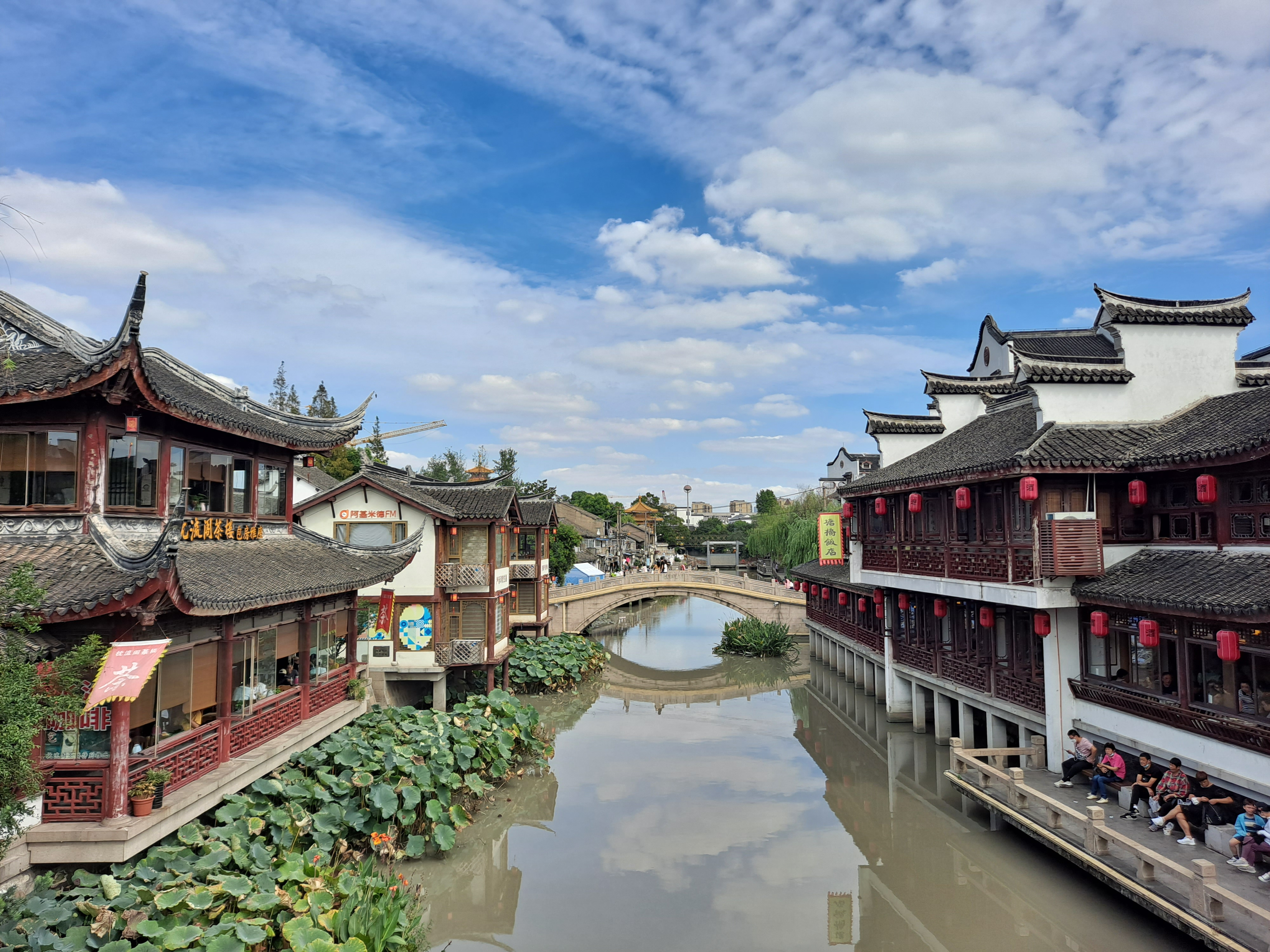
景區七寶老街

七寶老街是位於中華人民共和國上海市閔行區七寶鎮的一個古建築特色景區，南北长约550米、东西宽约200米，於2000年重修對外開放。景區內的民居、商铺、桥梁帶有明清建筑风格。景區內有一條垂直於蒲匯塘的商業街，該商業街位於蒲匯塘以北的路段為北大街，以南的路段為南大街。景區內還有临河水阁、吊脚楼、拱桥、张充仁纪念馆、棉织坊、老行当、七宝老酒坊、七宝老当铺、七宝蟋蟀草堂、周氏微肆馆、七宝教寺等。